# Henry Fieldman
Henry Jack Fieldman (Londres, 25 de noviembre de 1988) es un deportista británico que compite en remo como timonel.
Participó en dos Juegos Olímpicos de Verano, obteniendo dos medallas de bronce, en Tokio 2020 y París 2024, ambas en la prueba de ocho con timonel.
Ganó cinco medallas en el Campeonato Mundial de Remo entre los años 2014 y 2019, y cinco medallas en el Campeonato Europeo de Remo entre los años 2019 y 2024.

## Palmarés internacional
| Juegos Olímpicos   | Juegos Olímpicos         | Juegos Olímpicos  | Juegos Olímpicos |
| Año                | Lugar                    | Medalla           | Prueba           |
| ------------------ | ------------------------ | ----------------- | ---------------- |
| 2020               | Tokio (Japón)            | Medalla de bronce | Ocho con timonel |
| 2024               | París (Francia)          | Medalla de bronce | Ocho con timonel |
| Campeonato Mundial |                          |                   |                  |
| Año                | Lugar                    | Medalla           | Prueba           |
| 2014               | Ámsterdam (Países Bajos) | Medalla de plata  | Dos con timonel  |
| 2015               | Aiguebelette (Francia)   | Medalla de oro    | Dos con timonel  |
| 2016               | Róterdam (Países Bajos)  | Medalla de oro    | Dos con timonel  |
| 2018               | Plovdiv (Bulgaria)       | Medalla de bronce | Ocho con timonel |
| 2019               | Ottensheim (Austria)     | Medalla de bronce | Ocho con timonel |
| Campeonato Europeo |                          |                   |                  |
| Año                | Lugar                    | Medalla           | Prueba           |
| 2019               | Lucerna (Suiza)          | Medalla de plata  | Ocho con timonel |
| 2021               | Varese (Italia)          | Medalla de oro    | Ocho con timonel |
| 2023               | Bled (Eslovenia)         | Medalla de oro    | Ocho con timonel |
| 2023               | Bled (Eslovenia)         | Medalla de plata  | Ocho con timonel |
| 2024               | Szeged (Hungría)         | Medalla de plata  | Ocho con timonel |